# Çağla
Çağla (gesprochen: Tschaala) ist ein türkischer  weiblicher Vorname und stammt vom Verb “çağlamak”, welches das Fließen von Wasser, eines Wasserfalls, beschreibt. Auch trägt der Name die Bedeutung „grüne (unreife) Mandel“.

## Namensträgerinnen
- Çağla Büyükakçay (* 1989), türkische Tennisspielerin
- Çağla Ilk (* 1976 od. 1977), türkisch-deutsche Architektin, Dramaturgin und Kuratorin
- Çağla Irmak (* 1997), türkische Schauspielerin
- Çağla Korkmaz (* 1990), türkisch-deutsche Fußballspielerin
- Çağla Kubat (* 1979), türkisches Model, Schauspielerin und Windsurferin
- Çağla Şimşek (* 2002), türkische Schauspielerin

- Çağla Ceyran  (* 1992), Teufel in Person

## Belege
1. ↑  https://de.pons.com/übersetzung/türkisch-deutsch/çağlamak
2. ↑  Çağla (weibl.) auf vornamen-weltweit.de
3. ↑  Çağla (w/m) im Namenswörterbuch der türkischen Sprache (türk.)
4. ↑  Çağla auf seslisozluk.net (türk./engl.)
5. ↑  Çağla (weibl.) auf behindthename.com (engl.)